# Hilda de Luxembourg
Ne doit pas être confondue avec sa tante paternelle, Hilda de Luxembourg, née princesse de Nassau
Titre
Héritière présomptive du trône de Luxembourg
15 janvier 1919 – 5 janvier 1921 
 (1 an, 11 mois et 21 jours)
La princesse Hilda Sophie Marie Adélaïde Wilhelmine de Luxembourg, née le 15 février 1897 au château de Berg, à Colmar-Berg, dans le grand-duché de Luxembourg et morte le 8 septembre 1979 dans le même château, est une princesse de Luxembourg, fille de Guillaume IV et de l’infante Marie-Anne de Portugal,.

## Biographie
La princesse Hilda est la troisième fille du prince Guillaume de Luxembourg (1852-1912), grand-duc héritier (futur grand-duc Guillaume IV) et de son épouse l’infante Marie-Anne de Portugal (1861-1942). Par son père, elle appartient à la maison de Nassau-Weilbourg, branche de la maison de Nassau, régnante au duché de Nassau de 1806 à 1866, puis, suivant un accord familial, dans le grand-duché de Luxembourg à partir de 1890 sous le sceptre d’Adolphe Ier, le grand-père d’Hilda. Par sa mère, la princesse appartient à la branche migueliste de la maison de Bragance, qui a régné au Portugal en la personne de Michel Ier, son grand-père maternel.
Hilda avait cinq sœurs : Marie-Adélaïde, Charlotte, Antonia, Élisabeth et Sophie.

## Mariage
Hilda épouse, le 29 octobre 1930, le prince Adolphe de Schwarzenberg (1890-1950), au château grand-ducal de Berg,.
Pendant la Seconde Guerre mondiale, Adolphe et Hilda vivent aux États-Unis, où le prince zu Schwarzenberg s’implique au sein de la fondation Carnegie pour la paix internationale.

## Titulature
- 15 février 1897 — 29 octobre 1930 : Son Altesse Grand-ducale la princesse Hilda de Luxembourg, princesse de Nassau
- 29 octobre 1930 — 1er octobre 1938 : Son Altesse Sérénissime la princesse héritière à Schwarzenberg
- 1er octobre 1938 — 27 février 1950 : Son Altesse Sérénissime la princesse à Schwarzenberg
- 27 février 1950 — 8 septembre 1979 : Son Altesse Sérénissime la princesse douairière à Schwarzenberg

Fille du grand-duc héritier, Hilda porte à sa naissance les titres de princesse de Luxembourg et de princesse de Nassau (référence au chef de la maison de Nassau-Weilbourg, duc titulaire de Nassau), avec prédicat d’altesse grand-ducale,. Après son mariage avec Adolphe zu Schwarzenberg (1890-1950), « prince héritier à Scharzenberg », puis, en 1938, dixième « prince à Schwarzenberg », elle utilise le prédicat d’altesse sérénissime.